# Подгурский, Юрий Давидович
Юрий Давидович Подгурский (ок. 1834 — 1872) — экстраординарный профессор Киевской духовной академии по кафедре общей новой гражданской истории.

## Биография
Родился около 1834 года в семье Давида Александровича Подгурского.
Образование получил в Киевской духовной семинарии и Киевской духовной академии, курс которой окончил в 1859 году, вторым магистром. 
С 13 октября 1859 года состоял бакалавром, а с 29 января 1866 года экстраординарным профессором Киевской духовной академии. 
В 1869 году, по случаю юбилея Академии, был награжден орденом Святой Анны 3-й степени.
В «Трудах Киевской духовной академии» (1861. — № 11. — С. 246—278) была напечатана его статья «Русская церковь на служении государству в период смутного времени».
Умер 29 мая (10 июня) 1872 года в Киеве.